# Burg Satzvey

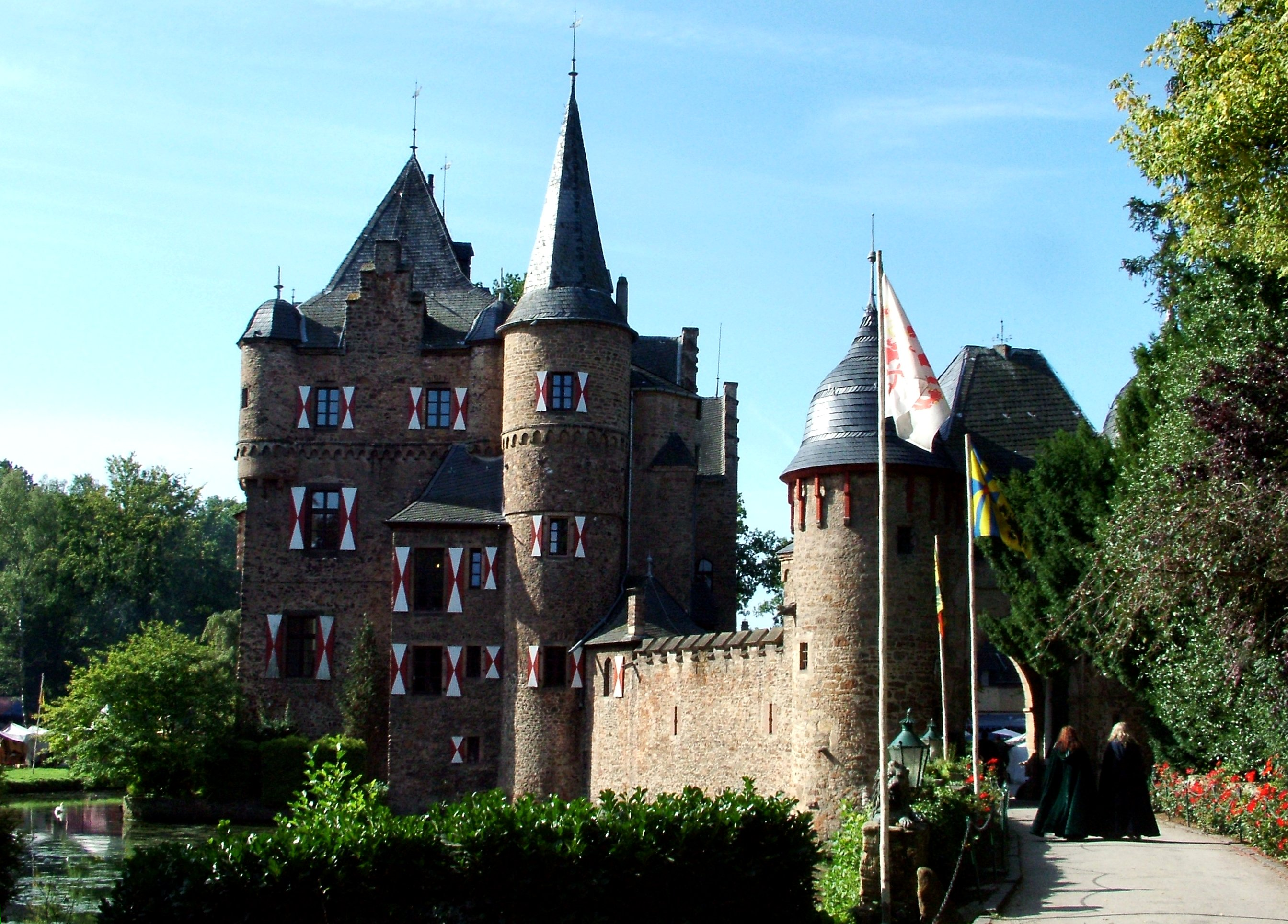
Das Burghaus von Burg Satzvey mit dem doppeltürmigen Torhaus von Nordosten

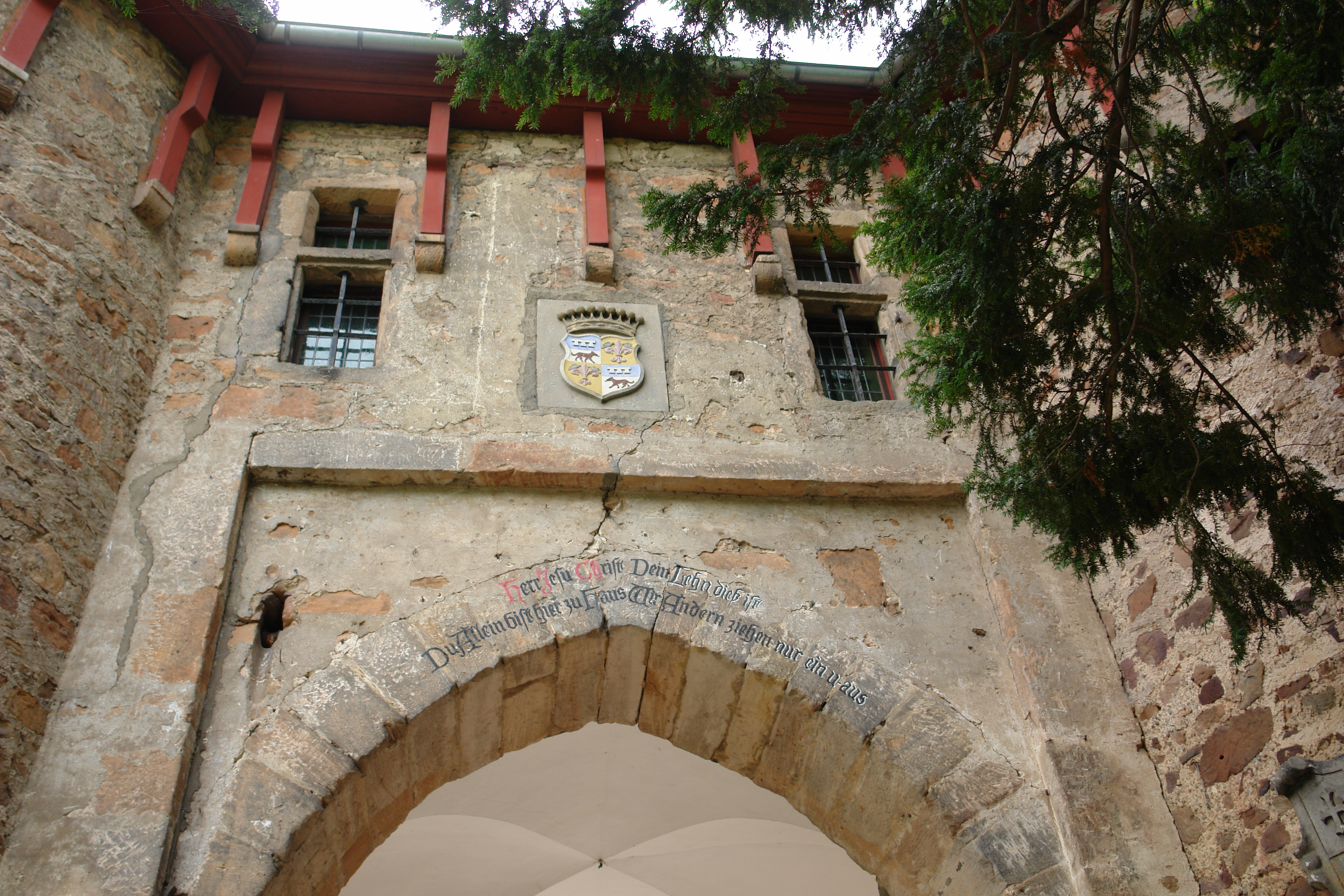
Über dem Torbogen das Wappen der Wolff-Metternich

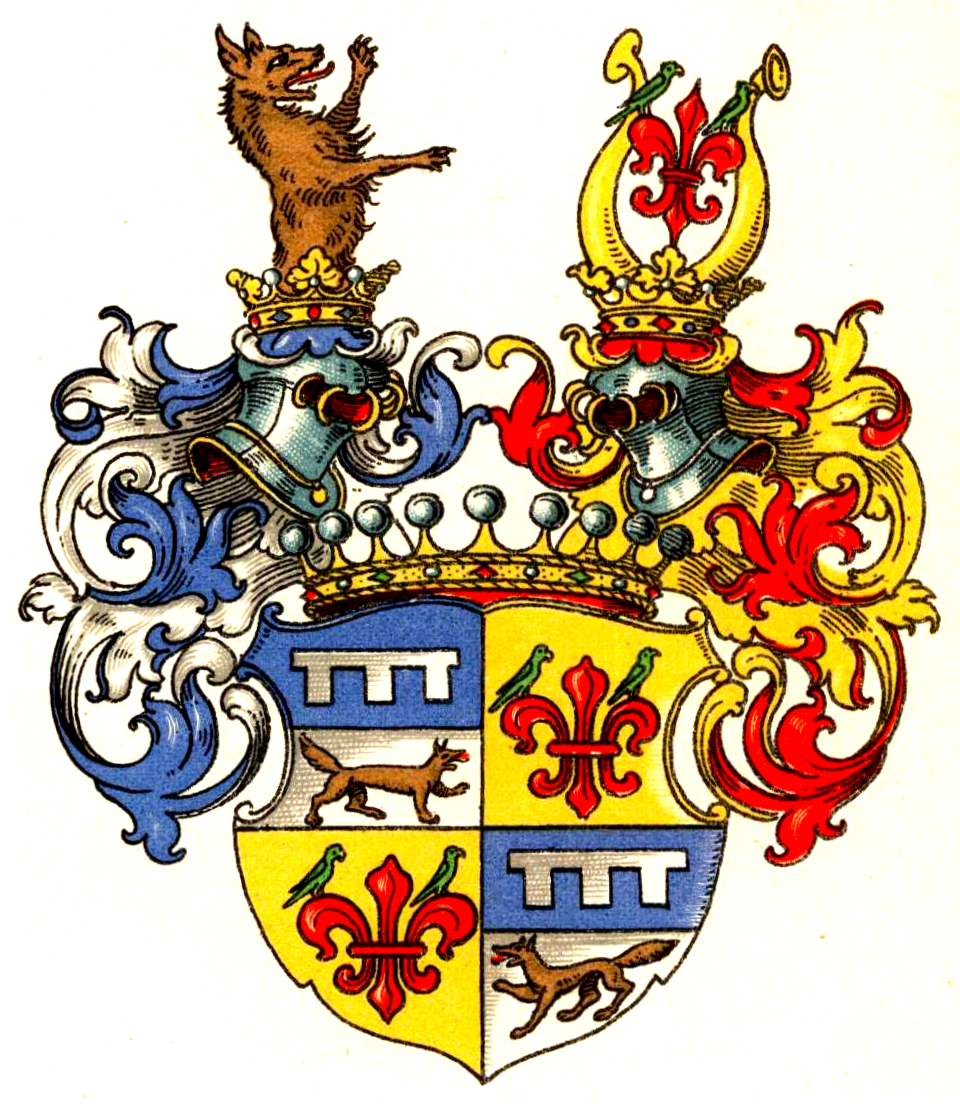
Wappen der Grafen Wolff-Metternich von 1731

Die Burg Satzvey ist eine mittelalterliche Wasserburg, anfänglich aus dem 12. Jahrhundert, die am nordöstlichen Rand der Eifel in Mechernich (Ortsteil Satzvey) im Kreis Euskirchen, Nordrhein-Westfalen (Deutschland) liegt.
Unter Fachleuten gilt sie als die in ihrer originalen Bausubstanz besterhaltene Wasserburg des Rheinlandes, als Kleinod des rheinischen Burgenbaus und Denkmal adliger Kultur und Lebensform.

## Burgentypus
Burg Satzvey ist eine typische Wasserburg, wie sie der Ministerialadel des 14. und 15. Jahrhunderts im Flachland errichtete, während der Hochadel sich schwer zu erobernde Höhenburgen baute. Den fehlenden Berg als natürliches Hindernis für Angreifer mussten schwer zu überwindende Wassergräben ersetzen. Aus diesem Grund wurden Wasserburgen meist auf zwei Inseln gebaut und lagen fast immer in der Nähe eines Baches, der die Gräben mit Wasser versorgte. Die stärker befestigte Hauptburg wurde dadurch zusätzlich durch die Vorburg auf der zweiten Insel geschützt.

## Geschichte
Auch die Satzveyer Anlage stand ursprünglich auf zwei Inseln. Diese leicht befestigte und von Wassergräben umgebene Hofanlage (Fronhof) aus dem 12. Jahrhundert war Sitz eines Geschlechts von Vey, das dort die umfangreichen kirchlichen Güter der gleichnamigen Gemarkung (benannt nach dem durch das Gebiet fließenden Veybach) für den Benediktinerinnenstift Dietkirchen (ehemaliges Kloster auf dem Gebiet der Bonner Nordstadt) als Vögte verwaltete. Der Erzbischof von Köln Engelbert III. von der Mark vergab Satzvey als Lehen an Otto von Vey, der 1368 als erster Vogt dieses Namens urkundlich erwähnt wurde. Dessen Enkelin brachte nach Erlöschen der Linie im Mannesstamm Vogtei und Burg im Jahr 1391 an ihren Ehemann Heinrich von Krauthausen, der 1396 das erste, ursprünglich freistehende, zweistöckige und dem gotischen Baustil zuzuordnende Burghaus als neuen Verwaltungssitz errichtete.
Noch im 15. Jahrhundert wurde die Wehrhaftigkeit der Anlage erhöht. Das Torhaus mit den Doppeltürmen entstand, ein Zwinger wurde angelegt und die Vorburg stärker befestigt. In der zweiten Hälfte des 15. Jahrhunderts gehörte die Burg einer Familie von Meller, war nach 1512 im Besitz verschiedener Adelsfamilien, bis sie 1561 durch Usurpation an Wilhelm Spies von Büllesheim kam. Zur Erhaltung des Friedens im Land unterstützte der Kölner Erzbischof die Aneignung. 1578 besetzte der Herzog von Jülich Wilhelm V. der Reiche die Burg. Das hatte zur Folge, dass nach drei Jahren der Burgherr Spies von Büllesheim den Treueeid sowohl dem Landesherren von Jülich als auch dem Landesherren von Köln, Erzbischof Gebhard I. von Waldburg, leisten musste.
Ende des 16. Jahrhunderts wurde die Vogtei zum reichsunmittelbaren Herrschaftssitz. 1747 gelangte die Burg durch Verkauf von Johann Spies von Büllesheim an Karl Otto von Gymnich in den Besitz des rheinischen Adelsgeschlechtes von und zu Gymnich. 1794 ging die Unterherrschaft Satzvey jedoch verloren und hatte fortan nur noch den Status eines landtagsfähigen Rittergutes. 1882 kam die Wasserburg durch Erlöschen der Gymnicher Hauptlinie an den Reichsgrafen Dietrich Wolff-Metternich zur Gracht.
Bis zu jenem Zeitpunkt hatte es seit dem 16. Jahrhundert auf Burg Satzvey keine wesentlichen, baulichen Veränderungen gegeben. Erst Dietrich Wolff Metternich zur Gracht machte am Ende des 19. Jahrhunderts durch eine umfangreiche Renovierung und Erweiterung aus der bis dahin noch weitgehend mittelalterlichen und stark verfallenen Burg einen repräsentativen Herrschaftssitz. Wassergräben wurden trockengelegt, das Burghaus durch Vor- und Anbauten erweitert und neue Türme errichtet. Auf der ehemaligen Vorburg entstanden Gebäude im Stil englischer Marställe, und ein Gutshof mit Wirtschaftsgebäuden wurde erbaut. Kern und Vorbild dieser Baumaßnahmen war die vorhandene originale Bausubstanz des frühen 15. Jahrhunderts. Entsprechend ist über dem Torbogen des zweitürmigen Torgebäudes das Wappen der Wolff-Metternich zur Gracht angebracht. Am südwestlichen Wirtschaftsgebäude, auf 1882 datiert, ist das Allianzwappen von Dietrich Wolff-Metternich zur Gracht (10. September 1853 – 21. Juli 1923) und seiner Frau, Mechtildis Berghe von Trips (24. Mai 1853 – 13. April 1921), angebracht.
Von kriegerischen Zerstörungen blieb die Burg über Jahrhunderte weitestgehend verschont. Im Zweiten Weltkrieg wurde sie jedoch schwer beschädigt. 1942 trat Reichsgräfin Adeline Wolff Metternich zur Gracht das Erbe an Stelle ihres im Krieg gefallenen Bruders Dietrich an. 1944 heiratete sie Franz Josef Graf Beissel von Gymnich zu Frens, aus einem jüngeren Zweig derer von und zu Gymnich, womit Burg Satzvey an die Grafen Beissel von Gymnich fiel. Das junge Paar bezog die Burg und setzte in den folgenden Jahren zunächst die wichtigsten Bauteile wieder instand. Auf der Galerie neben der Toranlage sind zwei rautenförmige Totenschilde montiert, die an Adeline Helene Huberta Maria Gräfin Beissel von Gymnich, geb. Reichsgräfin Wolff-Metternich (27. Dezember 1920 – 19. Mai 2010) und an ihren Mann, Franz Josef Hubert Maria Graf Beissel von Gymnich (30. Juni 1916 – 29. Februar 2008), erinnern. Ihre vier Söhne wurden auf der Burg geboren. Die Burgbesitzer wohnen heute in Bad Münstereifel.

## Die Burg heute
1977 überschrieben die Eltern den Besitz ihrem ältesten Sohn Franz Josef Graf Beissel von Gymnich. Um die Burg erhalten zu können und Geschichte und Traditionen vergangener Epochen zu bewahren, entschloss er sich, die Anlage dem Publikum zugänglich zu machen und veranstaltet dort gemeinsam mit seiner Frau Jeannette und seiner Tochter die historischen Ritterfestspiele.
Heute gilt Burg Satzvey als die in ihrer originalen Bausubstanz besterhaltene Wasserburg des Rheinlands. Das ursprüngliche Burghaus, das doppeltürmige Torhaus, die Nordmauer und der Nordturm sind die ältesten Bauteile. 600 Jahre haben sie überdauert und bilden mit den Baumaßnahmen des späten 19. Jahrhunderts das Denkmal einer typischen deutschen Wasserburg.
Am 19. April 2020 brannte die angeschlossene Burgbäckerei nieder.

## Feste und wechselnde Veranstaltungen
- Regelmäßige Veranstaltungen auf der Burganlage sind Ritterfestspiele, Kinderritter, Ostermarkt, Hexenfest, Halloween und Burgweihnacht, sowie mittelalterliche Gastereyen, Musikveranstaltungen, Theateraufführungen und Bühnenshows.
- Für Firmenveranstaltungen und private Feste können Räume und Gelände gemietet werden.
- Das Burggelände kann jederzeit ohne Eintritt besichtigt werden. Gegen Gebühr werden Burgführungen in das Innere des Burghauses angeboten. Auf dem Burggelände befinden sich verschiedene Restaurantbetriebe und Geschäfte.'

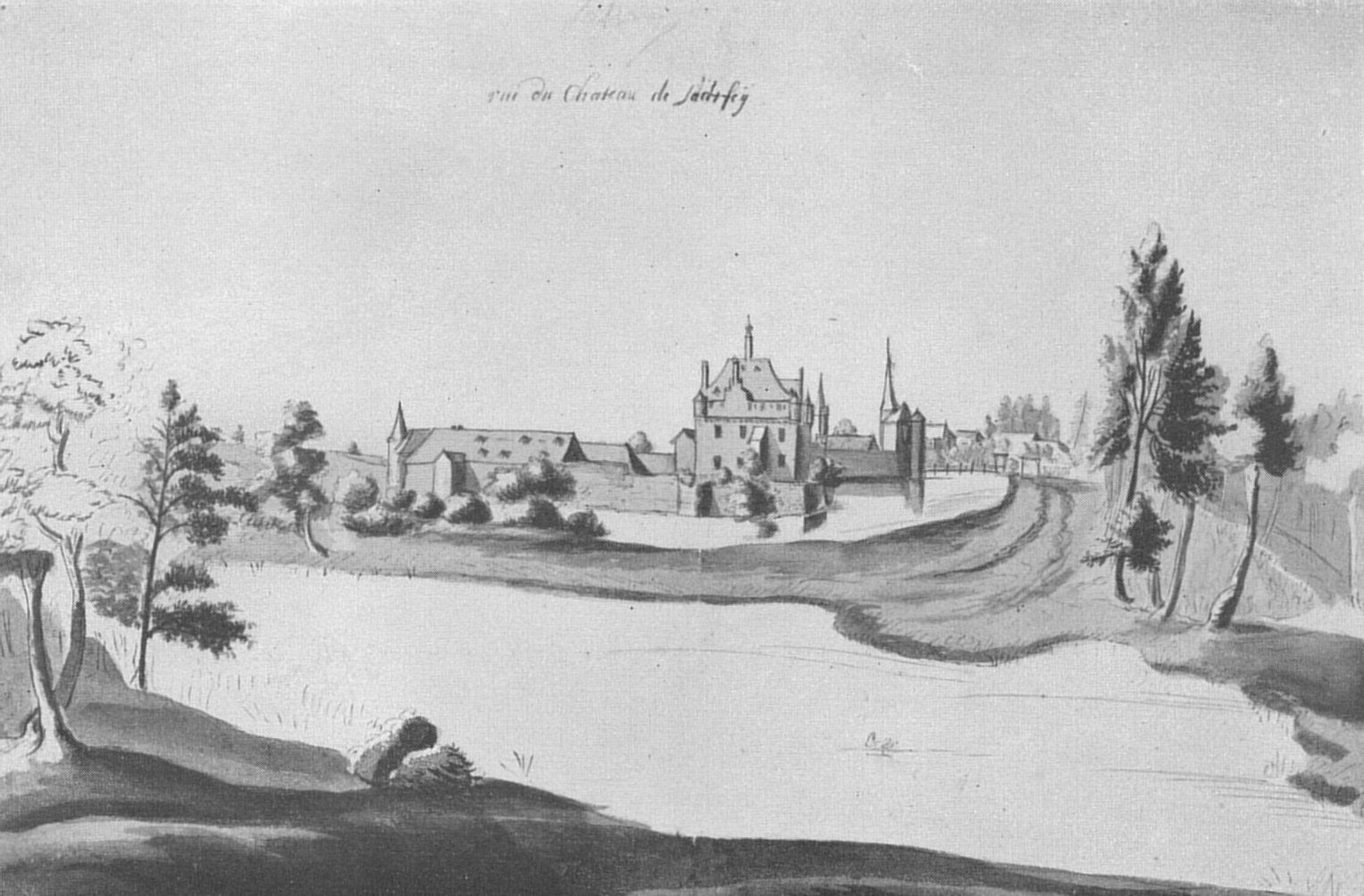
Burg auf einer Zeichnung v. R. Roidkin
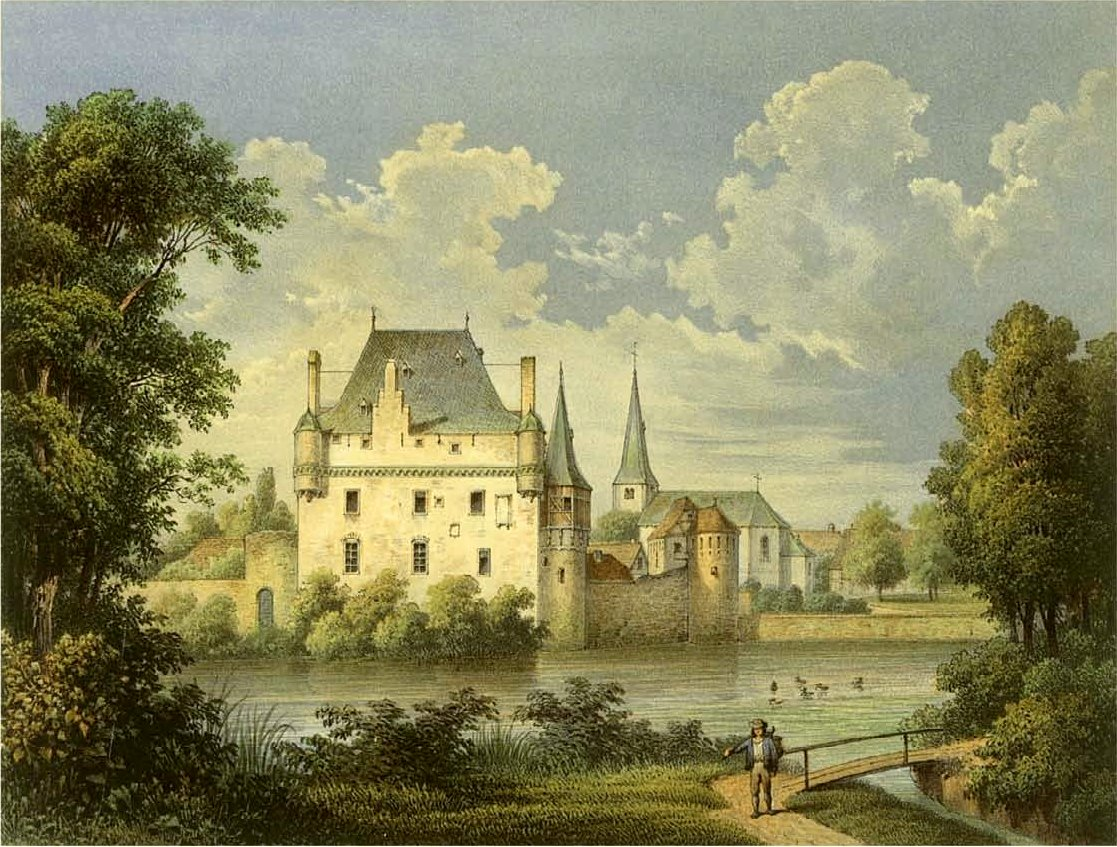
Burg Satzvey um 1860, Sammlung A. Duncker
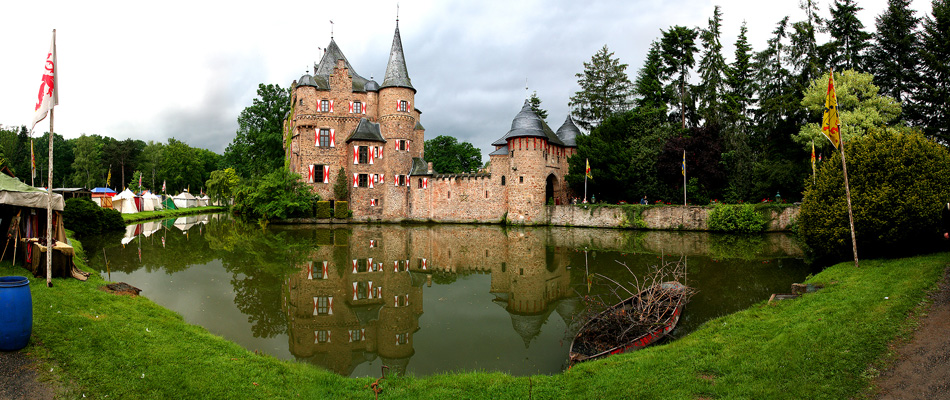
Panorama der Burg Satzvey 2007
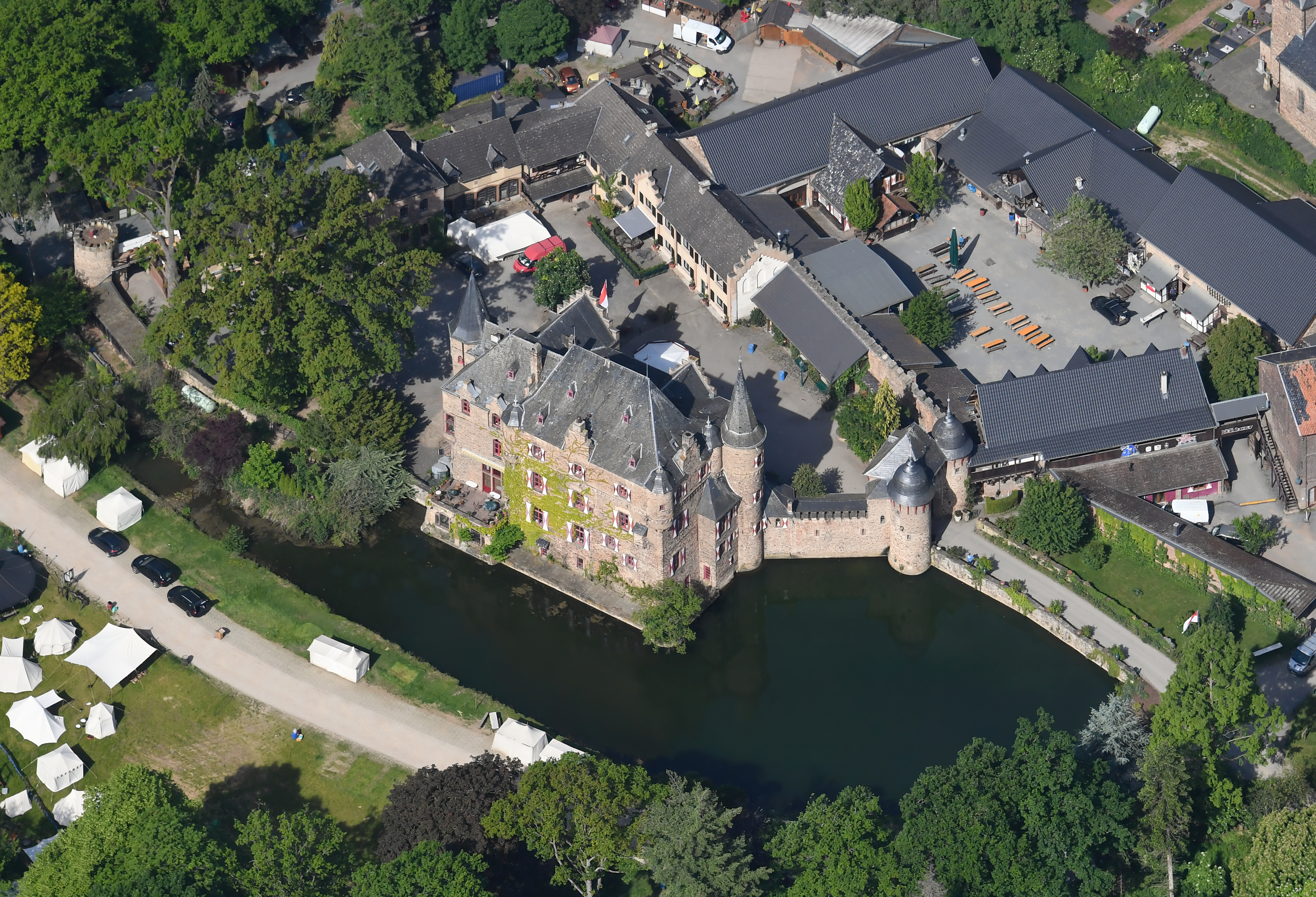
Burg Satzvey, Luftaufnahme (2023)
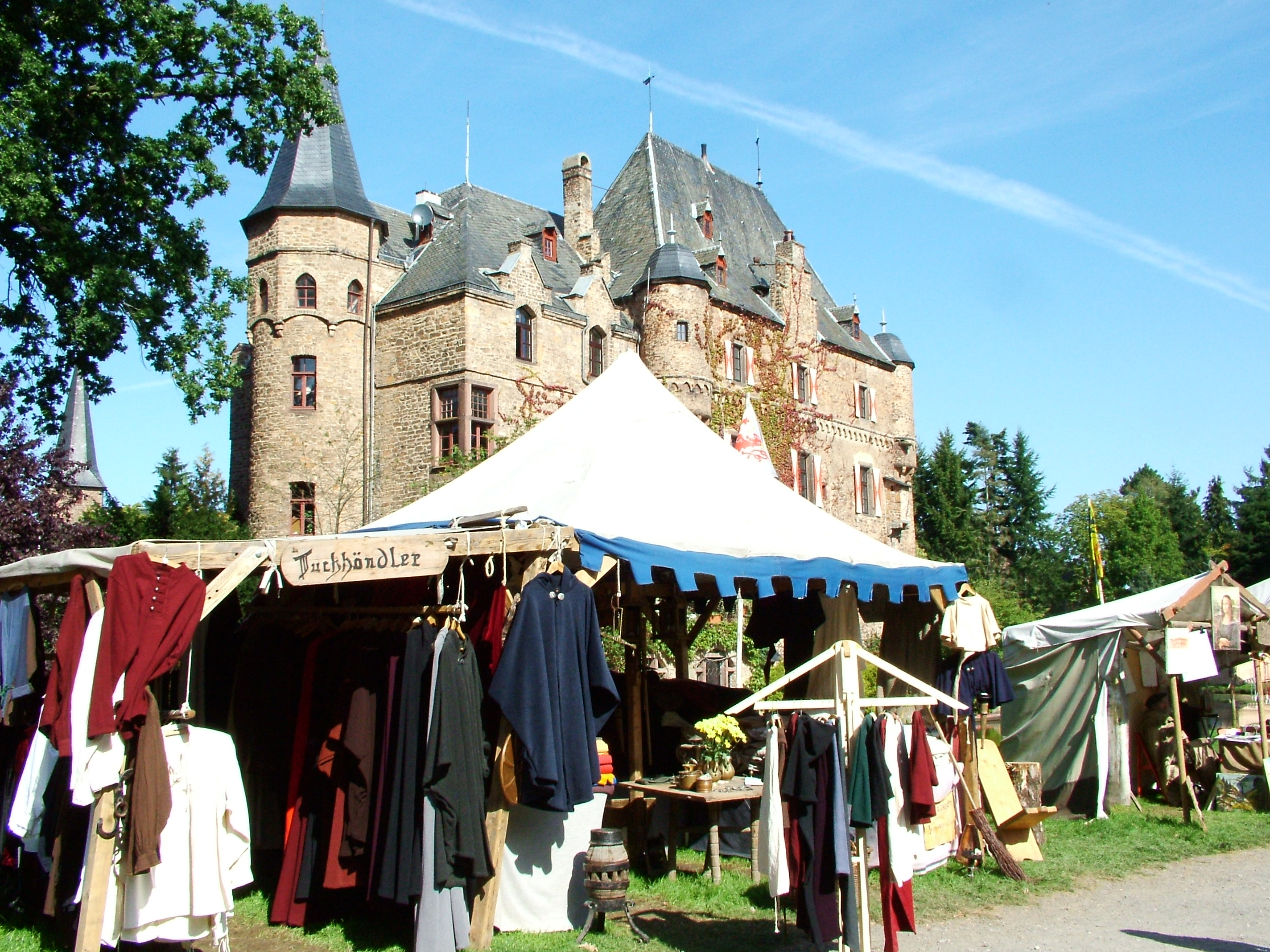
Mittelalterfest